# Zentrallager

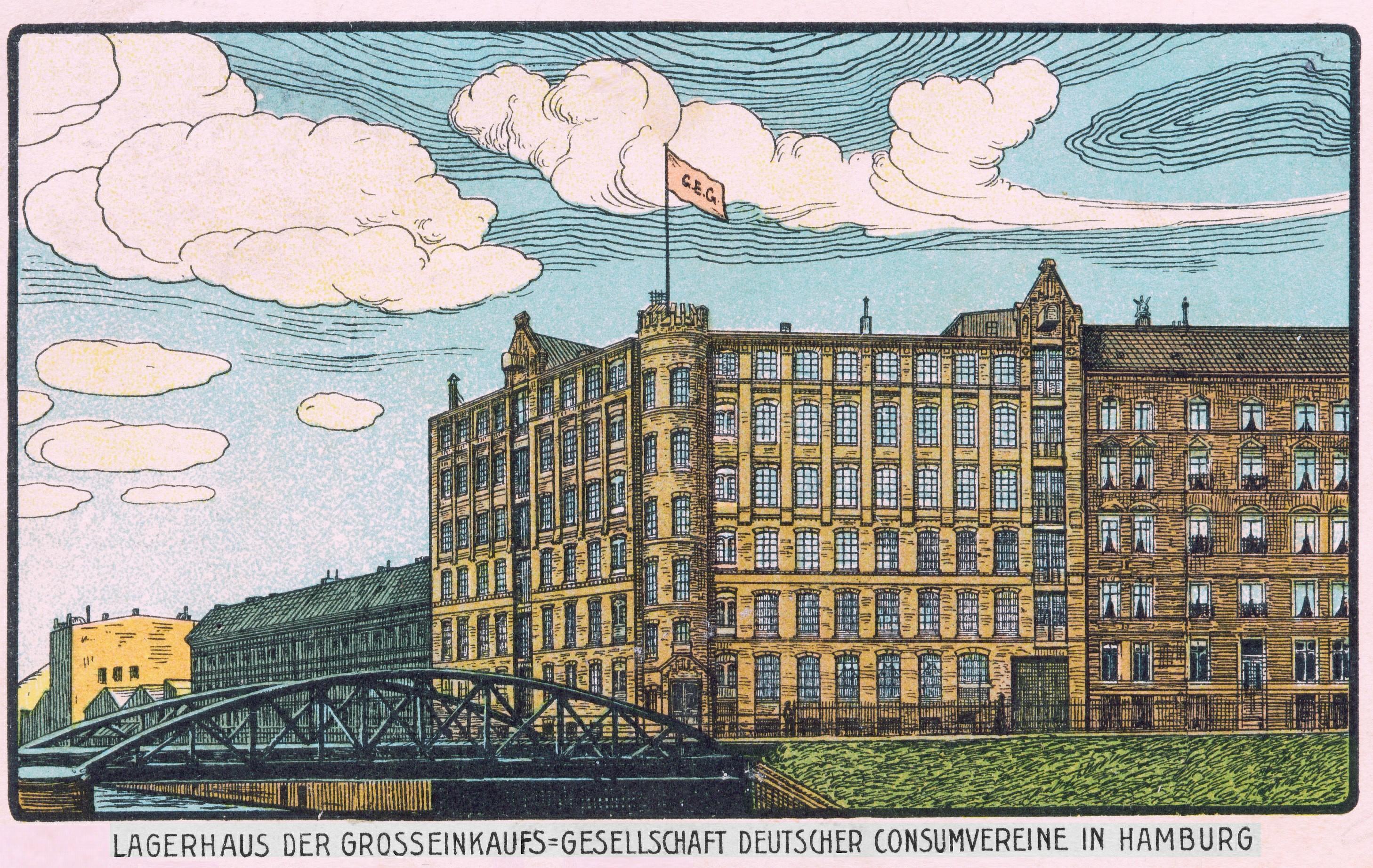
Erstes
GEG-Zentrallager Hamburg 1902

Als Zentrallager wird in der Logistik oder Distributionslogistik ein Lager bezeichnet, in welchem das gesamte Lagergut an einem Standort aufbewahrt wird und für viele Betriebsstätten, Filialen oder Mitglieder einer Verbundgruppe zugänglich ist. 

## Allgemeines
Ein Zentrallager ist in der Organisationslehre das Kennzeichen einer Zentralisation von Organisationseinheiten. beiträgt. Zentrallager sind überregionale Lager für Halb- und Fertigerzeugnisse, Rohstoffe oder Ersatzteile und werden von Herstellern oder Handelsunternehmen unterhalten. Wird eine sachliche Zentralisation der Lagergüter in einem räumlich zusammengefassten Lager vorgenommen, so handelt es sich um ein Zentrallager.

## Aufgaben
Jedoch kann es bei der horizontalen Kooperation etwa durch Unternehmensverbünde (insbesondere Einkaufsgemeinschaften, Einkaufsgenossenschaften, Einkaufskontore und Einkaufszentralen) zweckmäßig sein, diese bei der betrieblichen Funktion des Einkaufs durch zentralen Einkauf zu bündeln, um dadurch höhere Einkaufsmengen zu beschaffen und deshalb günstigere Einkaufspreise erzielen zu können. Das hat zur Folge, dass die Fakturierung sowie die nachfolgende Zahlung durch eine Zentralregulierung durchgeführt werden, die Bestellung und Lieferung der Waren jedoch von den bzw. an die Einzelhändler erfolgt. Dabei kann auch die Lieferung an ein Zentrallager vorgesehen sein. Bestellungen können dezentral, die Lieferung zentral in das Zentrallager erfolgen.

## Wirtschaftliche Aspekte
Der im Zentrallager gehaltene Mindestbestand ist niedriger als die Summe aller Mindestbestände in dezentralen Lagern, was zu einem geringeren Lagerrisiko, niedrigeren Lagerkosten und geringerer Kapitalbindung führt. Zudem weist das zentral gelagerte Lagergut eine höhere Lagerumschlagshäufigkeit als bei dezentraler Lagerung auf. Durch Zentrallager wird ein hoher Flächennutzungs- und Raumnutzungsgrad erreicht. Allerdings kann es zu längeren Transportwegen, Transportzeiten, höheren Transportkosten und Wartezeiten in Lieferketten kommen (Transportproblem).
Häufig – jedoch nicht begriffsnotwendig – fungieren (überregionale) Zentrallager als „Masterlager“ für eine zweite, regionale Lagerstufe. Die Distributionsstruktur kann gekennzeichnet sein durch die Anzahl der Lagerstufen (Zentrallager, Regionallager, Auslieferungslager), die Anzahl der Lager auf jeder Stufe und die Frage nach den Standorten der Lager.